# NAiL
NAiL（ネイル）は、こず、りかの2人からなる栃木県出身の歌手（女性2人組デュオ）でU字工事の妹分である。

## 概要
- こずとりかは作新学院高等学校（情報科学部・流通経済科）の同級生であるが、実年齢は公表していない。
- 音楽を始めるきっかけは、鼻歌である。
- 2004年5月にNAiLを結成し、活動開始当初はkey担当の小菅英明を含めた3人組ユニットで、2004年に「志（ココロ）」、2005年に「嘘」をそれぞれ自主制作（現在廃盤）にて発表。
- その後、小菅英明が脱退し、現在は自ら楽曲を手がける女性2人組デュオとして、主に栃木及び都内を中心にライブ等の活動をしている。
- 2006年には一時期、NAiLではなく「イチゴ娘」という名称で地元密着アイドルとして、同時期に併せて発表された「イチゴ片思い」（現在廃盤）という楽曲とともに二宮町 (栃木県)の「いちごまつり」等のイベントで活躍。
- 「U字工事の妹分」という称号は、地元のイベントで初共演したことがキッカケで名乗るようになり、U字工事公認であると「Indies Jam in KOZA 2009」等のライブの中でもNAiLは公言している。
- NAiLというユニット名には、「どんなことがあっても爪の様に成長し続けよう」という意味が込められているが、NAiLのiだけ小文字になってしまったのは、単なるこずのミスである。

### メンバー
- こず（愛称 ネイルのこず）

誕生日 2月12日生まれ
血液型 O型
出身 栃木県壬生町
立ち位置は向かって右。
主に作詞、作曲を担当。
- りか（愛称 ネイルのりか）

誕生日 1月5日生まれ
血液型 O型
出身 栃木県宇都宮市
立ち位置は向かって左。

### 来歴
- 2009年6月 - とちぎテレビのとちぎ発!旅好き!のエンディングテーマに「ボクラ時間」が採用。
- 2009年8月 - 「Indies Jam」のインターネットによる一般投票にて2775票を獲得し、上位10組（第8位）に選出され、沖縄市の「ミュージックタウン音市場」で開催されたコンサート「Indies Jam in KOZA 2009」に出演。
- 2009年10月 - 「第8回恋のうたコンテストin地球屋」に出場、「野良イヌの恋」にて「エフエム群馬賞」を受賞。
- 2009年11月 - とちぎテレビのとちぎ発!旅好き!（240回）にて、旅人（U字工事）に”癒し”をプレゼントする企画（「妹分からのプレゼント～栃木県宇都宮市～」）でゲスト出演。

## ディスコグラフィー

### シングル
「みんなの手」（自主制作）
「▼オンロボ▲」，「ぽちゃんっ☆」，「みんなの手」収録
「NAiLです。」（パーサインRecords）2007年7月7日発売
「【応援歌】」，「▽野良イヌの恋△」，「オーナーありがとうの唄」収録
「NAiLって誰？」（K&A）2009年2月11日発売
「All For」，「ボクラ時間」，「応援歌」収録